# Machinae Supremacy
Machinae Supremacy — рок-группа из шведского города Лулео, совмещающая хеви-метал и альтернативный рок с чиптюнами, музыкой, где все звуки генерируются с помощью звуковых микросхем игровых приставок или компьютера. Группа определяет свой стиль как «SID metal», так как во многих треках использует электронный музыкальный инструмент SidStation, основанный на чипе звукогенератора SID (Sound Interface Device) из Commodore 64. Значительное количество треков было размещено для бесплатного скачивания на сайте группы — 32 оригинальные композиции, которые были скачаны более 3 миллионов раз только за 2006 год.
Deus Ex Machinae, первый коммерческий альбом группы, был выпущен в 2004 году усилиями MbD Records UK. В данный момент у группы подписан контракт со Spinefarm Records, вместе с которым в 2006 был выпущен альбом Redeemer и в 2008 альбом Overworld. 3 ноября 2010 года вышел четвёртый альбом A View From The End of The World. 19 октября 2012 года состоялся релиз пятого альбома Rise of a Digital Nation. Примерно за неделю до выхода альбом утёк в сеть.

## Состав группы
Действующие участники группы
- Robert «Gazz» Stjärnström — вокалист (2000-…), гитара (2000—2006,2011-…)

Родился 6 мая 1978 года. Вокалист и формальный лидер группы. Исполнил большинство графического оформления, в том числе альбомного. Ранее участвовал в Garden of Concrete, Masugn, FLAK. Один из главных продюсеров Hubnester Industries.
- Jonas «Gibli» Rörling — ведущая гитара (2000-…)

Родился 27 июля 1976 года. Лид-гитарист, использует Jackson Kelly KE2 и Peavey 5150. Один из главных продюсеров Hubnester Industries.
- Andreas «Gordon» Gerdin — ритм-гитара (2006—2011), клавишные (2000—2006), бас-гитара (2011-…)

Родился 11 января 1976 года. Записывал коммодоровские чиптюны для треков при помощи SidStation, также используя традиционные клавишные вплоть до 2006 года, когда заместил Роберта на позиции гитариста. Теперь встал на место бас гитариста. Использовал Jackson DXMG и Peavey 5150. Директор Hubnester Industries и, по сути, самой группы.
- Niklas Karvonen — ударные (2009-…)

5 декабря 2012 года на своей официальной странице в Facebook группа объявила о «пополнении»: к коллективу присоединился гитарист Tomi Luoma из группы Kill The Romance.
Бывшие участники группы
- Kahl Hellmer — бас-гитара (2000—2005)
- Tobbe — ударные (2000—2002)
- Johan «Poe» Palovaara — бас-гитара (2005—2007)
- Tomas «Tom» Nilsén — ударные (2002—2009)
- Johan «Dezo» Hedlund — бас-гитара (2007—2011)

## История группы

### Истоки: 2000—2001
Machinae Supremacy была образована летом 2000 года Робертом Стьярнстромом, Калом Хеллмером и Йонасом Рорлингом. Название группы существовало и до этого, но только несколько месяцев спустя группа определилась со специфическим стилем, которого они хотели придерживаться. Андреас Гердин, давний друг Рорлинга присоединился как клавишник, Тобби — как ударник. Вместе они записали свой первый трек, Cryosleep.
Определяясь с оригинальным стилем и будучи поклонниками Commodore 64, они остановились на использовании его микросхемы SID в создаваемой музыке. Данный стиль впоследствии был определён участниками, как SID Metal. В своей музыке они попытались передать резонанс, вызываемый уверенностью в себе, просвещением в жизни людей, в их способности своей жизнью управлять.

### Промо: 2001—2003
Группа нашла Интернет лучшим способом достижения расширения круга слушателей, отказавшись от традиционной отсылки демонстрационных треков звукозаписывающим лейблам. В 2001 году был запущен официальный сайт, предоставляющий девять бесплатных композиций.
Machinae Supremacy попытались достучаться до сообщества Commodore 64, в попытке собрать больше поклонников. В этот период был выпущен трек The Great Gianna Sisters, ремикс заглавной темы одноимённой игры, написанный Крисом Халсбеком. Размещение этого трека на различных сайтах, посвященных ремиксам игровой музыки Commodore 64, принесло группе первый успех, увеличенный впоследствии серией Sidology. В то же время Machinae Supremacy впервые выступили за границей, в ночном клубе в Сохо, в рамках Back In Time Live.
В течение 2001 года Стьярнстром и Хеллмер вместе со своим другом Томи Тауряйненом образовали краткосрочный панк-рок проект FLAK. С целью обозначения своей политической позиции, было выпущено всего три трека, часть которых впоследствии оказала влияние на творчество Machinae Supremacy.
В 2002 году Тобби покинул группу и был заменен Томасом Нильсеном, выступавшим с Робертом в Garden Of Concrete, и бывшим его давним товарищем. В течение следующих нескольких лет они выпустили 25 бесплатных треков — порядка двух альбомов достойного материала — перед тем, как начали работать над своим первым студийным альбомом.

### Deus Ex Machinae: 2004—2005
В мае 2004 года группа анонсировала выход своего первого коммерческого альбома Deus Ex Machinae при участии Music By Design Records (MbD). Первый тысячный тираж альбома разошёлся в течение года, что привело к выпуску второго тиража в 2005 году. Вскоре после его релиза, MbD прекратила продажи и Machinae Supremacy остались без звукозаписывающего лейбла для находившегося в разработке следующего альбома. Этот альбом не увидел свет вплоть до 2006 года.
В течение 2004 года группа приняла участие в ряде сторонних проектов. Они работали над саундтреком к игре Jets'n'Guns, выпускаемой RakeInGrass. Данный саундтрек был выложен для бесплатного скачивания 4 декабря 2004 года. В то же время три их трека были включены в серию музыкальных игр In the Groove: Hybrid, Bouff, и Cryosleep.
2005 год выдался относительно тихим — группа сфокусировались на завершении второго альбома и поиске его издателя. Трек Ghost (Beneath The Surface) был выпущен, как исключенный из будущего альбома и был весьма хорошо встречен слушателями. Далее группа сотрудничала с немецким игровым изданием GameStar и выпустила два трека: Loot Burn Rape Kill Repeat (25 июня, для WoW special) и Multiball (20 ноября, для Battlefield2 special).
Позже, в этом же году, Хеллмер переехал из Лулео, и не смог далее участвовать в группе. Он был заменен Йоханом Паловаара.

### Redeemer: 2006—2007
В начале 2006 года, а именно 9 января, группа, окончательно завершая серию Sidology, выпустила трек Sidology Episode II — Trinity. Кроме того, была анонсирована дочерняя компания Hubnester Industries занимающаяся саундтреками.
2006 год явился поворотной точкой в истории Machinae Supremacy, он был отмечен независимым выпуском 18 марта второго коммерческого альбома группы — Redeemer, который распространялся через их собственный сайт. Однако позднее, 27 сентября, было объявлено о подписании контракта со Spinefarm Records.

### Overworld: 2007—2010
9 октября, вскоре после выхода первого видеоклипа группы на песню Through the Looking Glass, стало известно о выходе Johan «Poe» Palovaara из состава группы. Как выяснилось позже, это было связано с его нежеланием играть в таких проектах как Play! и «расхождением в приоритетах». Его место в качестве бас-гитариста занял Johan «Dezo» Hedlund.
В течение 2007 года группа работала над третьим альбомом Overworld, периодически сообщая о текущем состоянии на официальном форуме.
В конце ноября на финской радиостанции YleX состоялась премьера сингла с нового альбома, кавера Britney Spears Gimme More.
Сам альбом вышел 13 февраля 2008 года. После редизайна официального сайта группы размещенные там аудиофайлы в формате Ogg Vorbis были заменены на файлы в формате сжатия без потерь FLAC.
В октябре группа выпустила кавер-версию заглавной темы из игры Bionic Commando.
В августе 2009 года группу по «личным причинам» покинул ударник Tomas Nilsén. В октябре на его место пришел Niklas Karvonen.

### A View From The End Of The World: 2010—2012
4 октября на официальном сайте группы появилось сообщение:

От нас не было новостей какое-то время и не без оснований. Мы записывали наш следующий альбом, A View From The End Of The World, который выйдет 3 ноября 2010 года на Spinefarm Records.

В течение месяца после появления сообщения группа «подогревала» интерес слушателей, периодически выкладывая отдельные композиции («Force Feedback», «Nova Prospekt», «Rocket Dragon», «Shinigami» и «The Greatest Show on Earth»). 3 ноября 2010 года альбом был выпущен.
Вскоре после выхода альбома, музыканты сообщили, что у них скопилась масса нового материала, который положит начало следующему альбому.

### Rise Of A Digital Nation: 2012
Альбом вышел 19 октября 2012 года на лейбле Spinefarm Records. Группа в ходе тура в поддержку нового альбома побывала и в России: 30 ноября в Санкт-Петербурге, а 1 декабря в Москве.

## Дискография

### Вебография
Композиции, выложенные на официальном сайте группы и известные также как «Promo».

| 2001 - «Anthem Apocalyptica» — 3:25 - «Arcade» — 5:50 - «Fighters from Ninne» — 3:05 - «Follower» — 3:18 - «The Great Gianna Sisters» — 4:34 - «Hero» — 4:26 - «I Turn to You» — 5:19 - «March of the Undead Part II» — 4:30 - «Missing Link» — 4:34 - «Origin» — 4:39 - «Sidstyler» — 3:15 - «The Wired» — 4:42 - «Timeline» — 4:37 2002 - «Attack Music» — 3:45 - «Earthbound» — 4:50 - «Hubnester Inferno» — 4:15 - «Hybrid» — 3:56 - «Kings of the Scene» — 3:29 - «Masquerade» — 4:54 - «Nemesis» — 4:57 - «Sidology 1 — Sid Evolution» — 5:48 - «Sidology 3 — Apex Ultima» — 7:00 - «Winterstorm» — 3:59 | 2003 - «Bouff» — 3:16 2004 - «Cryosleep» — 5:49 - «Legion of Stoopid» — 4:52 - «Soundtrack to the Rebellion» — 5:56 2005 - «Ghost (Beneath the Surface)» — 5:15 - «Loot Burn Rape Kill Repeat» — 2:41 - «Multiball» — 6:45 - «Steve’s Quest» — 3:21 2006 - «Sidology 2 — Trinity» — 12:50 2007 - «Fury 2007» — 5:10 2008 - «Bionic Commando» — 1:57 |

### Альбомы
| Название                                   | Дата выхода     | Примечание                   | Лейбл                                         |
| ------------------------------------------ | --------------- | ---------------------------- | --------------------------------------------- |
| Deus Ex Machinae                           | 01 мая 2004     | Первый студийный альбом      | MbD Records UK/Hubnester Industries (reprint) |
| Jets'n'Guns Soundtrack                     | 04 декабря 2004 | Саундтрек к игре Jets’n’Guns | Независимый интернет-релиз                    |
| Redeemer                                   | 18 марта 2006   | Второй студийный альбом      | Hubnester Industries/Spinefarm Records        |
| Overworld                                  | 13 февраля 2008 | Третий студийный альбом      | Spinefarm Records                             |
| A View From the End of The World           | 03 ноября 2010  | Четвёртый студийный альбом   | Spinefarm Records                             |
| The Beat of Our Decay Collection 2006—2010 | 11 июня 2011    | Сборник                      | Независимый интернет-релиз                    |
| Rise of a Digital Nation                   | 19 ноября 2012  | Пятый студийный альбом       | Spinefarm Records                             |
| Phantom Shadow                             | 22 августа 2014 | Шестой студийный альбом      | Spinefarm Records                             |
| Into the Night World                       | 16 декабря 2016 | Седьмой студийный альбом     | Hubnester Records                             |

### Другие релизы
| №                   | Название                                                          | Длительность |
| ------------------- | ----------------------------------------------------------------- | ------------ |
| 1.                  | «Bouff» (Original .xm of Bouff)                                   | 1:07         |
| 2.                  | «Chuck Rock» (Theme tune of video game Chuck Rock)                | 2:39         |
| 3.                  | «Derelict Intro»                                                  | 2:00         |
| 4.                  | «Metallica Ain’t That Leet» (Beginning of the guitar solo of One) | 0:07         |
| 5.                  | «Origin (v2)»                                                     | 4:45         |
| 6.                  | «Sidstyler Tricky»                                                | 3:11         |
| 7.                  | «Smooth» (Original .xm of Hero)                                   | 4:24         |
| Общая длительность: | Общая длительность:                                               | 18:13        |

| №                   | Название            | Длительность |
| ------------------- | ------------------- | ------------ |
| 1.                  | «Blind Dog Pride»   | 5:57         |
| 2.                  | «Fury»              | 5:11         |
| 3.                  | «Hero»              | 4:23         |
| 4.                  | «Insidious»         | 5:02         |
| 5.                  | «Origin»            | 4:07         |
| 6.                  | «Winterstorm»       | 3:39         |
| Общая длительность: | Общая длительность: | 28:19        |

| №                   | Название                 | Длительность |
| ------------------- | ------------------------ | ------------ |
| 1.                  | «Hero (Remaster)»        | 4:26         |
| 2.                  | «Nemesis»                | 4:57         |
| 3.                  | «I Turn to You»          | 5:19         |
| 4.                  | «Winterstorm»            | 4:06         |
| 5.                  | «The Wired»              | 4:41         |
| 6.                  | «Origin v2»              | 4:38         |
| 7.                  | «Fighters from Ninne v2» | 3:13         |
| 8.                  | «Earthbound»             | 4:50         |
| 9.                  | «Anthem Apocalyptica»    | 3:25         |
| 10.                 | «Masquerade»             | 4:53         |
| 11.                 | «Hybrid»                 | 3:56         |
| Общая длительность: | Общая длительность:      | 48:42        |

| №                   | Название                              | Длительность |
| ------------------- | ------------------------------------- | ------------ |
| 1.                  | «The Great Gianna Sisters»            | 4:34         |
| 2.                  | «Kings of the Scene» (With SounDemoN) | 3:29         |
| 3.                  | «Timeline»                            | 4:37         |
| 4.                  | «Follower»                            | 3:17         |
| 5.                  | «Missing Link»                        | 4:34         |
| 6.                  | «Arcade»                              | 5:50         |
| 7.                  | «Sidstyler»                           | 3:15         |
| 8.                  | «March of the Undead 2»               | 4:30         |
| 9.                  | «Attack Music»                        | 3:45         |
| 10.                 | «Cryosleep»                           | 5:49         |
| Общая длительность: | Общая длительность:                   | 43:40        |

| №                   | Название                       | Длительность |
| ------------------- | ------------------------------ | ------------ |
| 1.                  | «Bouff»                        | 3:16         |
| 2.                  | «Soundtrack to the Rebellion»  | 6:00         |
| 3.                  | «Legion of Stoopid (Remaster)» | 4:53         |
| 4.                  | «Multiball»                    | 6:45         |
| 5.                  | «Hubnester Inferno»            | 4:15         |
| 6.                  | «Loot Burn Rape Kill Repeat»   | 2:41         |
| 7.                  | «Fury 2007»                    | 5:10         |
| 8.                  | «Steve’s Quest»                | 3:21         |
| 9.                  | «Sidology 1 — SID Evolution»   | 5:48         |
| 10.                 | «Sidology 2 — Trinity»         | 12:50        |
| 11.                 | «Sidology 3 — Apex Ultima»     | 7:00         |
| Общая длительность: | Общая длительность:            | 61:59        |